# Sfissifa
Sfissifa è un comune dell'Algeria, situato nella provincia di Naâma.